# عشاق لاتین (فیلم ۱۹۶۵)
عشاق لاتین (ایتالیایی: Gli Amanti Latini؛ انگلیسی: Latin Lovers) یک فیلم کمدی ایتالیایی به کارگردانی ماریو کوستا است که در سال ۱۹۶۵ منتشر شد.

## بازیگران
- توتو
- تونی اوچی
- آلیشا براندت
- ویتوریو کونجا
- جیزلا سوفیو
- آلدو جوفره
- نینو مارکتی
- لوئیجی تسی
- دانیلا سورینا
- آلدو پولیزی
- انتسو گارینی
- پیترو توردی
- فرانچسکو موله
- فرانکو فرانکی
- چیچو اینگراسیا
- کارلو اسپوزیتو
- آنجلا مینِـروینی